# Xu (nawoord)
Xu ('uiteenzetting', meestal vertaald met nawoord) is de Chinese term voor een kort prozastuk waarin de schrijver zijn gevoelens tot anderen of tot zichzelf onder woorden brengt. In het eerste geval werd een xu geschreven bij het afscheid van vrienden. Dit gebeurde met name tijdens de Tang-dynastie. Is het laatste het geval, dan kwam het begrip overeen met 'autobiografie'. Dit werd vaak geschreven als voorwoord in een boek, maar werd in oude boeken aan het einde van het boek geplaatst (vandaar de vertaling nawoord). Bekende voorbeelden van xu zijn het nawoord van Sima Qian in zijn Shiji, juan 130 en van Ban Gu in zijn Hanshu, juan 100. Een recenter voorbeeld is het nawoord van Gu Jiegang in zijn Gushi bian.